# Wispington
Wispington är en by i civil parish Edlington with Wispington, i distriktet East Lindsey, i grevskapet Lincolnshire, i England. Byn är belägen 6 km från Horncastle. Wispington var en civil parish fram till 1987 när blev den en del av Edlington with Wispington. Civil parish hade 72 invånare år 1961. Byn nämndes i Domedagsboken (Domesday Book) år 1086, och kallades då Wispinctune.